# Данченко, Юрий Владимирович
Ю́рий Влади́мирович Данченко (укр. Юрій Володимирович Данченко; 9 августа 1979, Буды, Харьковская область, СССР) — украинский футболист, полузащитник.

## Биография
Первым клубом в Высшей лиге был донецкий «Шахтёр» позже играл за донецкий «Металлург», ещё в Высшей лиге играл за алчевскую «Сталь», «Черноморец», «Кривбасс». Также играл за казахстанский клуб «Тараз», в котором провёл 15 матчей и забил 3 мяча. Позже играл за клубы Первой лиги: «Сталь» (Днепродзержинск), «Гелиос», «Днепр» (Черкассы).
Летом 2008 года перешёл в крымский клуб «Феникс-Ильичёвец». С 3 апреля 2009 года выступал за кировоградскую «Звезду».